# Réaction de Chichibabin
La réaction de Chichibabin est une réaction chimique permettant de former une 2-aminopyridine à partir de la pyridine et d'amidure de sodium. Cette réaction a été découverte par Aleksei Chichibabin en  1914. Cette réaction de substitution s'effectue grâce au départ d'un hydrure.
Étapes de la réaction :
1. addition donnant un intermédiaire anionique : étape cinétiquement déterminante,
2. élimination du groupe partant (hydrure) : étape rapide.

L'hydrure étant un très mauvais groupe partant (car nucléophile très puissant), la réaction nécessite des conditions énergiques... (à suivre).